# 文安县
文安县在中国河北省中部、大清河上游，是廊坊市下辖的一个县。

## 人口
根據第七次人口普查數據，截至2020年11月1日零時，文安縣常住人口為544778人。

## 气候
河流洼淀众多，水量充沛，年降水量583.4毫米，年均温12℃。

## 行政区划
文安县下辖12个镇、1个民族乡：
文安镇、新镇镇、苏桥镇、大柳河镇、左各庄镇、滩里镇、史各庄镇、赵各庄镇、兴隆宫镇、大留镇镇、孙氏镇、德归镇和大围河回族满族乡。

## 交通
- 336国道过境。

## 名人
- 王儀、王緘：明代父子進士。
- 戴玉强